# Nerovnoměrný přímočarý pohyb
Nerovnoměrný přímočarý pohyb je pohyb, u kterého směr rychlosti zůstává stejný (trajektorií je přímka nebo část přímky), ale velikost rychlosti se mění. Jestliže se velikost rychlosti mění s časem přímo úměrně, pak se jedná o pohyb rovnoměrně zrychlený, jestliže závislost rychlosti na čase je jiná než lineární, pak se jedná o „čistý“ nerovnoměrný pohyb. Zrychlení takového pohybu se mění.
Dráha nerovnoměrného přímočarého pohybu:
s = f (t) (dráha s je funkcí času t jinou než lineární nebo kvadratickou)
Rychlost nerovnoměrného přímočarého pohybu:
v = ds / dt (rychlost v je první derivací dráhy s podle času t)
Zrychlení nerovnoměrného přímočarého pohybu:
a = d2s / dt2 (zrychlení a je druhou derivací dráhy s podle času t)
Síly působící při nerovnoměrném přímočarém pohybu:
Aby se měnilo zrychlení tělesa při pohybu, musí na těleso působit nestálá síla (síla, jejíž velikost se mění).